# Jan Twardowski
Pour les articles homonymes, voir Twardowski.
Jan Twardowski (né le 1er juin 1915 à Varsovie, décédé le 18 janvier 2006) est un prêtre polonais, prélat d'honneur de Sa Sainteté, l'un des poètes polonais les plus connus, représentant notamment la poésie d'inspiration religieuse et la poésie destinée aux enfants.

## Biographie
Le père du poète, qui portait le même prénom, travaillait comme comptable puis mécanicien aux chemins de fer, avant d'être chef d'atelier du dépôt de locomotives à vapeur Warszawa Główna et enfin conseiller au ministère des Transports. Sa mère Aniela, née Komderska, s'occupait du foyer et de ses quatre enfants, Jan et ses trois sœurs Maria, Halina et Lucyna.
Le futur poète est donc élevé à Varsovie, mais il passe beaucoup de temps chez son oncle, Wacław Komderski à Druchów près de Płock, origine du vif intérêt pour la vie à la campagne et pour ses habitants.
Jan Twardowski fréquente le lycée Tadeusz Czacki de Varsovie et passe sa maturité (baccalauréat) en 1936.
Ses premiers textes sont publiés à partir de 1933 dans un magazine scolaire, Kuźnia Młodych, où il tient une rubrique littéraire.
En 1937, il publie son premier recueil de poèmes "Le retour d’Andersen" se référant à la poésie du groupe de Skamander : Julian Tuwim, Antoni Słonimski, Jarosław Iwaszkiewicz, Kazimierz Wierzyński et Jan Lechoń, inspirés par l'œuvre de Leopold Staff.
La même année, il commence des études de philologie polonaise à l'Université de Varsovie, qu’il ne termine qu’après la fin de la guerre, en 1947, avec un mémoire consacré à Juliusz Słowacki.
Durant la Seconde Guerre mondiale, au cours de laquelle disparaît toute sa production poétique antérieure, il prend part comme combattant de l'Armée de l'Intérieur (AK), à l'Insurrection de Varsovie. Il est blessé et passe quelques mois à Kielce.
Dès la fin de la guerre, il recommence à publier de la poésie, notamment dans les colonnes de Tygodnik Powszechny de Cracovie et de "Odra" de Katowice sous le pseudonyme de Antoni Derkacz et son œuvre devient vite très connue.
Il s'était inscrit à un séminaire clandestin à Varsovie en 1944 et est ordonné prêtre le 4 juillet 1948. Il commence par enseigner le catéchisme dans une école pour handicapés tout en étant vicaire dans une paroisse rurale à Żbików à côté de Pruszków. Il revient à Varsovie en 1952 et devient aumônier du lycée A. Sowiński à Wola où il enseigne jusqu'en 1956. Il est vicaire dans différentes paroisses : Św. Stanisław Kostka à Żoliborz, Notre-Dame du Perpétuel Secours (Matki Boskiej Nieustającej Pomocy) à Saska Kępa, église de tous les saints (Wszystkich Świętych) rue Grzybowska.
Il retourne en 1956 à Pruszków de nouveau dans une école pour handicapés.
De 1960 à sa retraite, il loge au couvent de la Visitation et est recteur de l'église des visitandines de Varsovie, où il prêche notamment aux enfants, à qui il dédiera plus tard deux recueils : «Le Cahier à carreaux» et «Des Bâtons et des Bâtonnets». Il y célèbre régulièrement une messe en français qui rassemble les catholiques francophones et célèbre des mariages et des baptêmes en français.
Il décède dans la soirée du 18 janvier 2006 à Varsovie. Il est l'un des premiers à être inhumé au Panthéon des grands Polonais (pl) située au sous-sol de la Basilique de la Divine Providence conformément à la volonté du Primat de Pologne Mgr Józef Glemp, alors que son désir était de reposer au cimetière Powązki, auprès d'autres combattants de l'Insurrection de Varsovie.

### Distinctions
Le père Twardowski a reçu plusieurs dizaines de prix polonais ou étrangers, notamment :
- En 1980, il reçoit le Prix Robert Graves décerné par le PEN Club polonais pour l’ensemble de son œuvre[6].
- En 1996 il est lauréat de l’Ordre du Sourire, délivré par un jury d’enfants[7].
- Il est fait en 1999 docteur honoris causa de l'université catholique de Lublin (KUL)[8].
- En 2000, le prix IKAR[9]
- et en 2001 le Prix TOTUS (pl)[10].

## Œuvres poétiques
La poésie du père Twardowski traite à la fois de Dieu et des hommes. On distingue nettement les nombreuses références et de métaphores liées la nature (comme une louange de la création). Ses poèmes ont souvent un caractère de prière, souvent par des apostrophes ou d’autres figures de style.
- Powrót Andersena (Le Retour d'Andersen), Librairie F. Hoesick, Varsovie, 1937, (réédité partiellement en 1984)
- Wiersze (Poèmes) (avec Paweł Heintsch), Pallottinum, Poznań, 1959
- Znaki ufności (Signes de confiance), (1970)
- Poezje wybrane (Choix de poésies), (1979)
- Niebieskie okulary (Les Lunettes bleues), (1980)
- Rachunek dla dorosłego (Compte (sic) pour adulte) (1982)
- Który stwarzasz jagody (Toi qui crées les baies), (1984, 1988).
- Na chwilę (Dans un instant)
- Święty gapa (Saint Étourdi)
- Na osiołku (Sur un âne), (1986)
- Nie przyszedłem pana nawracać (Je ne suis pas venu pour vous convertir), (1986)
- Sumienie ruszyło (La conscience en marque), (1989, 1990)
- Tak ludzka (Si humaine), (1990)
- Stukam do nieba (Je toque vers le Ciel), (1990)
- Nie bój się kochać (N'aie pas peur d'aimer), (1991)
- Nie martw się (Ne t'inquiète pas), (1992)
- Tyle jeszcze nadziei (Encore autant d'espoir), (1993)
- Krzyżyk na drogę (Une Croix pour la route) (1993)
- Elementarz księdza Twardowskiego dla najmłodszego, średniaka i starszego (L'Abécédaire du père Twardowski pour les plus jeunes, les moins jeunes et les vieux), (2000)
- Pogodne spojrzenie (Un Regard apaisé), (2003)
- Mimo Wszystko (Malgré tout), (2003)
- O spacerze po cmentarzu wojskowym (Une promenade dans le cimetière militaire)
- O maluchach (Des Enfants)
- Obiecanki Cacanki (Des Promesses de bonnes choses)
- Podziękowanie (Remerciements)
- Biedroneczko leć do nieba (Coccinelle, envole-toi vers le ciel), Wydawnictwo Literackie, Cracovie, 2007,  (ISBN 83-08-03853-0)

### Édition bilingue
- Jan Twardowski, Bóg prosi o miłość. Gott fleht um Liebe, (Dieu demande l'amour), œuvres choisies et traduites en allemand par Karl Dedecius, Karin Wolff, Rudolf Bohnen, Ursula Kiermeier et Alfred Leopfe, Wydawnictwo Literackie, Cracovie, 2007,  (ISBN 83-08-02811-X)
- Jan Twardowski, Kiedy mówisz. When You Say, (Quand tu parles), œuvres choisies et traduites en anglais, Wydawnictwo Literackie, Cracovie, 2007,  (ISBN 83-08-03064-5).

Pour le français, voir ci-dessous sur Internet

## Textes en prose
- Zeszyt w kratkę (Le Cahier à carreaux), Znak, Cracovie, 1973
- Nowy zeszyt w kratkę (Le nouveau Cahier à carreaux), Pallotinum, Poznań, 1986
- Patyki i patyczki (Bâtons et bâtonnets), Wydawnictwo Archidiecezji Warszawskiej (Éditions de l'archevêché de Varsovie), 1987
- Niecodziennik (Journal non quotidien), Maszachaba, Cracovie, 1991  (ISBN 83-900262-6-0)